# Galeruca barbara
Galeruca barbara is een keversoort uit de familie bladkevers (Chrysomelidae). De wetenschappelijke naam van de soort werd in 1841 gepubliceerd door Wilhelm Ferdinand Erichson.